# Tradició elohista
D'acord amb la hipòtesi documental, la tradició elohista o elohisme és una de les quatre fonts a partir de les quals s'escriuen els llibres de la Tanakh (per als jueus) o Antic Testament (per als cristians), està datada cap al segle XI aC.
Aquesta font es denomina elohista, abreujada E, perquè els seus redactors solen denominar Déu amb el nom d'Elohim. Presenten un Déu poderós, menys antropomòrfic que el de la tradició jahvista.
Des de finals del segle xix s'ha argumentat que la tradició elohista va ser redactada al nord d'Israel cap al segle ix aC i juntament amb la tradició jahvista va conformar la versió JE (jahivsta-elohista) cap al segle viii aC, i finalment van ser incorporades a la Torà cap a l'any 400 aC.
La tradició elohista promou més el Regne d'Israel que el de Judà, i més els sacerdots de Leví que els d'Aaron de Judà. Inclou Abraham i la missió de sacrificar Isaac, inclou Moisès i les deu plagues d'Egipte, Aaron i el vedell d'or, l'Aliança i Josep com un intèrpret de somnis.
Tot de reconstruccions recents suggereixen que la tradició elohista va poder haver estat escrita abans de la tradició jahivsta, o consideren que E va existir independentment de J sense que s'efectués una fusió prèvia a JE anterior a l'edició final del Pentateuc o bé deixen de banda completament la tradició elohista, proposant una seqüència de DJP (deuteronomista, jahvista, sacerdotal) escrita des del regnat de Josies fins al post-exili.